# Chaos-Gletscher
Der Chaos-Gletscher ist ein Gletscher an der Ingrid-Christensen-Küste des ostantarktischen Prinzessin-Elisabeth-Lands. Er fließt 6 km südlich des Browns-Gletschers in den zentralen Teil der Bucht Ranvik.
Norwegische Kartografen kartierten ihn anhand von Luftaufnahmen, die bei der Lars-Christensen-Expedition 1936/37 entstanden. Der US-amerikanische Kartograf John H. Roscoe ermittelte seine Position anhand der Luftaufnahmen der Operation Highjump (1946–1947). Roscoe benannte ihn nach den chaotischen Richtungswechseln im Fluss des Gletschers.